# Liste des navires auxiliaires français
Cette liste présente les différentes classes de navires auxiliaires qui furent en service dans la Marine française.

## Pétroliers ravitailleurs

### Classe Adour
- Adour
- Lot
- Tarn
- La Charente
- La Mayenne
- La Baïse

### Classe La Seine
- La Seine
- La Saône
- Liamone
- Medjerda

### Classe Durance
- Durance
- Meuse
- Var
- Marne
- Somme

### Classe Jacques Chevallier
- Jacques Chevallier

## Bâtiments ateliers et bâtiments de soutien logistique

### Bâtiment atelier polyvalent (BAP)
- Jules Verne

### Bâtiments de soutien logistique (BSL) / bâtiments de soutien mobile (BSM)
- Loire (guerre des mines)
- Garonne (mécanique et santé)
- Rhin (électronique)
- Rhône (sous-marins)

### Bâtiment de soutien santé (BSS)
- Rance (santé)

## Bâtiments pour opérations amphibies
- TCD Classe Foudre
- PHA Classe Mistral
- Bâtiments de transport léger et de débarquement
  - BATRAL
  - EDIC
  - CDIC
- Chalands de débarquement (Drome)
  - CTM
  - EDAS
  - EDA-R

## Bâtiments hydrographiques et océanographiques

### Bâtiments hydrographiquesclasse Lapérouse
- Laplace
- Lapérouse
- Borda

### Bâtiments hydrographiques de1reclasse
- La Recherche
- L'Espérance

### Bâtiments hydrographiques de2eclasse
- Alidade
- Octant
- Beautemps-Beaupré

### Bâtiments océanographiques
- D'Entrecasteaux (bâtiment océanographique)
- Pourquoi pas ? (navire océanographique)

## Bâtiments d'expérimentations, d'essais et de mesures

### Bâtiments d'essais et de mesures
- Henri Poincaré
- Monge

### Bâtiments d'expérimentations
- Ile d'Oléron

### Bâtiments collecteurs de renseignements(désignation non officielle)
- Dupuy de Lôme
- Berry

## Bâtiments de soutien et d'assistance Outre-mer
Bâtiments multi-missions (ex-B2M) devenus bâtiments de soutien et d'assistance Outre-mer (BSAOM) de la classe D'Entrecasteaux :
- A621 D'Entrecasteaux
- A622 Bougainville
- A623 Champlain
- A624 Dumont d'Urville

## Bâtiments auxiliaires de Région

### Bâtiments de soutien de région - BSR
- Classe Chamois 
  - Chamois
  - Élan
  - Chevreuil
  - Gazelle
  - Isard
  - Tapataï

### Bâtiment de soutien et d'assistance métropolitain
Bâtiments de soutien et d’assistance hauturiers (ex-BSAH) devenus bâtiments de soutien et d'assistance métropolitain (BSAM) de classe Loire :
- A602 Loire
- A603 Rhône
- A604 Seine
- A605 Garonne

#### Bâtiments de soutien, d'assistance et de dépollution - BSAD (Affrétés)
- Alcyon
- Ailette
- Mérou
- Argonaute
- Jason
- VN Sapeur (ex Normand Jarl)
- Pionnier (ex Far Saltire)
- Sapeur (ex Odin Viking)

##### Bâtiments plastrons d'entraînement (Affrétés)
- VN Partisan (ex Vos Prince)
- VN Partisan (ex Far Service)
- VN Rebel (ex Vos Zefiro)
- VN Rebel (ex Normand Drott)

### Bâtiments remorqueurs de sonars
- Classe Antarès
  - Antarès
  - Altaïr
  - Aldébaran

## Remorqueurs

### Remorqueurs ravitailleurs
- Type RR 2000
  - Taape
- Type RR 4000
  - Rari
  - Revi

### Remorqueurs de haute mer
- Type RHM
  - Tenace
  - Malabar
  - Centaure (vendu à la Turquie en 1999, renommé Degirmendere[1])

### Remorqueurs côtiers
- Type Actif
  - Acharné
  - Le Fort
  - Actif
  - Lutteur
  - Courageux
  - Robuste
  - Efficace
  - Travailleur
  - Hercule
  - L'Utile
  - Laborieux
  - Valeureux
- Type Maito
  - Maito
  - Manini
  - Maroa

### Remorqueurs d'intervention (Affrétés)
- Remorqueurs d'intervention d'assistance et de sauvetage
  - VB Abeille Bretagne (ex Abeille Bourbon)
  - Abeille Flandre
  - Abeille Languedoc
  - Abeille Liberté
  - Abeille Méditerranée
  - Abeille Normandie
  - Carangue
  - Anglian Monarch